# História da República Popular da China
A República Popular da China foi fundada em 1 de Outubro de 1949 por Mao Tsé-Tung.

## 1949 a 1970

### Primeiras reformas
Os primeiros anos do novo regime comunista foram voltados para a reconstrução do país. O primeiro passo foi atender ao consenso formado pelos moradores do campo, a reforma agrária. Além disso, o controle pelo Estado da economia foi implantado e a inflação foi controlada, a poligamia foi proibida e os direitos sindicais foram ampliados.
Em 1950, Mao Tsé-Tung se alia à União Soviética, integrando-se à Guerra Fria. Tropas chinesas chegaram a participar da Guerra da Coreia em 1950 e 1951, ao lado da Coreia do Norte, contra os Estados Unidos e a Coreia do Sul. Em 1950, a China ocupou e anexou o Tibete ao seu território.
A aliança com a URSS foi importante para outras partes da economia e um plano quinquenal foi adotado nos moldes soviéticos. A China recebeu bastante ajuda soviética: dinheiro, armas, tecnologia, engenheiros, médicos e pesquisadores. Os chineses tentavam construir o socialismo de acordo com as receitas da URSS. Foram criadas cooperativas rurais e fazendas do Estado, milhões de adultos aprenderam a ler e escrever, e a indústria pesada foi priorizada o que a fez ter um crescimento razoável.
A partir de 1952, com enormes manifestações operárias de apoio ao governo comunista, grandes empresas foram expulsas pelo Estado; pouco a pouco já não havia mais burgueses na China.

### Políticas adotadas
Após a morte do líder soviético Josef Stalin, em 1953, o PCC mostrou autonomia em relação à URSS. Em 1956, lança a Campanha das Cem Flores, para estimular os debates públicos e diminuir o poder da burocracia partidária. Mao Tsé-tung disse: "Que cem flores desabrochem , que cem escolas compitam". As críticas foram maiores do que era esperado. Os camponeses e operários reclamavam que não tinham mais atenção. Alertava-se contra o crescimento do poder do Partido e sua burocratização. Preocupado com a estabilidade, o PCC censurou as críticas reagindo com a Campanha Antidireitista e milhares de intelectuais são perseguidos, presos e mortos.
Em 1958, foi adotada a política do Grande Salto Adiante, também chamada de Grande Salto em Frente,com o slogan "três anos de esforços e privações, mil anos de felicidade" e os planos quinquenais foram deixados de lado, voltando a atenção para a agricultura. O projeto tinha a ambição de transformar a China em uma potência econômica e igualitária em um tempo muito curto. Para isso foram exigidos grandes esforços á população , cargas de horários diárias de 16 horas por dia para conseguir níveis de produção sobre-humanos.
Foram criadas as grandes Comunas Populares, grandes fazendas com autonomia financeira, grande igualdade de salários, com escolas e hospitais gratuitos e também oficinas e pequenas fábricas. Eram espécies de pequenas comunidades distribuídas pelo país. No entanto, o projeto do Grande Salto foi um fracasso. Boa parte dos hospitais e escolas rurais não puderam se sustentar por falta de recursos. A indústria pouco se desenvolveu. Portanto em 1960, essa política foi abandonada.
O grande salto em frente resultou numa grande fome que no espaço de um ano matou cerca de quinze milhões de pessoas.

### Afastamento de Mao Tse-Tung e degradação das relações com a URSS
Em 1959, Mao Tse-Tung é afastado do poder pelo PCC pelo fracasso do último projeto. Liu Shaoqi é escolhido presidente em Abril de 1959. Tse-Tung, porém, continua tomando decisões em relação à política externa do país, intensificando as criticas à URSS. A partir de então, foram surgindo as primeiras evidências do conflito entre os chineses e os soviéticos. A URSS suspende a ajuda econômica e militar à China. Em 1960, chegam a acontecer violentos incidentes militares, nas fronteiras desses países.
Já desde 1959, Shaoqi, presidente do país, e os dirigentes partidários favoráveis a uma política econômica mais tradicional, disputavam poder com Mao Zedong (Mao Tse-Tung).

### A Revolução Cultural e sua repercussão
Em 1966, se inicia um período de intensos conflitos políticos e ideológicos. Então Mao Tse-Tung, para consolidar sua influência no partido e no governo, lança a Grande Revolução Cultural Proletária. O movimento se espalhou rapidamente por todo o país. Tinha o apoio de todo o exército e de seu chefe, Lin Piao, além da juventude urbana – a Guarda Vermelha. Mao tinha um objetivo prático aplicando essa política, limpar o PCC e incentivar os jovens a fazer mudanças políticas para deixar a administração menos elitista em áreas como: educação, saúde (ver Médicos de pés descalços) e cultura.
A Revolução Cultural teve grande repercussão na vida chinesa e causou desordem no país por um bom tempo. Fora do país foi inspiração para outros movimentos radicais.

## 1971 a 1983

### Disputa pelo poder
Em 1971, Lin Piao morreu causando a perda do grande poder do exército. A partir de então, duas correntes prevaleceram: a dos centristas liderados por Zhou Enlai e pelo vice-primeiro-ministro Deng Xiaoping; e a dos radicais liderados por Jiang Qing, esposa de Tse-Tung, e pelo grupo de Xangai, mais tarde conhecido por “Bando dos Quatro”.

### Relações exteriores
Ainda em 1971, a China se aproximou diplomaticamente dos Estados Unidos e em 1973 apoiou a ditadura militar no Chile (carece de fontes). Quando a URSS ocupou o Afeganistão em 1979, a China aliou-se aos EUA para fornecer armas para os guerrilheiros muçulmanos afegãos que combatiam os ocupantes soviéticos. A melhora das relações internacionais com a China não parou nesse fato. Em 1971, a China Popular entrou para a ONU e Taiwan, ao contrário, foi excluída da mesma.

### Crise política e as Quatro Modernizações
A morte de Zhou Enlai, no princípio de 1976, traz o início da crise política novamente. Hua Guofeng torna-se primeiro-ministro e com a morte de Mao Tse-Tung, Hua e o PCCh, fizeram campanha contra os radicais que foram presos e condenados à morte, porém a pena foi comutada para prisão perpétua.
Em 1978, o desenvolvimento econômico foi colocado como prioridade e uma nova política, a das Quatro Modernizações – indústria, defesa, agricultura, ciência e tecnologia – foi adotada.
Em 1982, foi estabelecida a nova Constituição e Li Xiannian foi eleito presidente da República no ano seguinte.

## Um país, dois sistemas
Em 1984, Deng Xiaoping propôs aplicar o princípio de dois sistemas econômicos em paralelo, o sistema centralizado e comunista e o sistema de mercado livre de capitais, embora sujeito a controlo por parte das autoridades governamentais.
Lançado em Hong Kong, nas negociações com a primeira-ministra britânica Margaret Thatcher sobre o futuro de Hong Kong quando o contrato de arrendamento dos Novos Territórios (incluindo Nova Kowloon) de Hong Kong para o Reino Unido expirasse em 1997. O mesmo princípio foi proposto nas conversações com Portugal sobre Macau.
O princípio é que, após a reunificação, apesar da prática do socialismo na China continental, Hong Kong e Macau, que eram antigas colônias do Reino Unido e de Portugal, respectivamente, poderiam continuar a praticar o capitalismo sob um alto nível de autonomia por 50 anos após a reunificação.
O estabelecimento dessas regiões, chamadas de Regiões Administrativas Especiais (RAEs), é autorizado pelo Artigo 31 da Constituição da República Popular da China, que diz que o Estado pode estabelecer RAEs quando necessário, e que os sistemas a serem instituídos nelas deve ser decidido por lei decretada pela Assembleia Popular Nacional.